# محمود السهيلي
محمود السهيلي ولد بتونس العاصمة (27 يوليو 1931 - 10 أكتوبر 2015)، رسام وفنان تشكيلي تونسي.

## تكوينه
درس محمود السهيلي بمدرسة الفنون الجميلة بتونس فيما بين 1949 و1952، ثم اتجه إلى العاصمة الفرنسية حيث بقي ثماني سنوات بالمدرسة الوطنية العليا للفنون الجميلة بباريس توجها عام 1960 بالحصول على الدبلوم. ثم درّس مادة الرسم الزيتي بمدرسة الفنون الجميلة بتونس. واستمر يدرس نفس المادة في ورشته بسيدي بوسعيد.

## أسلوبه الفني
يقتصر محمود السهيلي على استعمال الألوان الأبيض والرمادي والأسمر والأسود، وتقترب لوحاته من التجريدية.

## تواريخ في حياته
من أهم المعارض الشخصية التي أقامها محمود السهيلي:
- 1972: بقاعة الأخبار- تونس تحت عنوان «الجزائري»
- 1978: بقاعة الأخبار- تونس تحت عنوان «السودان».
- 1982: برواق الشريف- سيدي بوسعيد.
- 1984: برواق القرجى- تونس

كما شارك في عدة معارض جماعية انتظمت بتونس وبالخارج: الولايات المتحدة الأمريكية، وفرنسا والسويد وإيطاليا، أنجلترا ومصر.